# Fort Raymond
Fort Raymond o Fuerte Raymond, conocido también como Manuel's Fort o Fuerte Manuel, fue un puesto avanzado del trampero Manuel Lisa en territorio norteamericano llamado así en honor a su primogénito. El fuerte, que estuvo ubicado en la confluencia de los ríos Bighorn y Yellowstone, fue desde su fundación en 1807 el primer puesto comercial jamás establecido por descendientes europeos en el estado de Montana. Fue además el primero de los muchos puestos que el español establecería en el llamado oeste americano o territorio indio americano. Entre los encargados de construir el fuerte, se encontraron numerosos tramperos reconocidos como George Drouillard o John Colter.
El trabajo de construcción concluyó en el invierno de 1807, al tiempo en que el propio John Colter fue enviado desde allí para encontrar tribus interesadas en comerciar con los europeos, y en su ascenso del río Yellowstone, descubrió el actual parque natural. Lisa regresó a St. Louis en el verano de 1808 dejando a un grupo de hombres a cargo del destacamento.  
Registrado en 1809 como propiedad de la Missouri Fur Company,. el lugar fue atacado en repetidas ocasiones por indios Pies Negros y defendido con éxito, hasta que en 1810 se construyó el más moderno Fort Lisa y el destacamento fue progresivamente abandonado.